# Distrito de Mont Fleuri
Mont Fleuri es uno de los 25 distritos administrativos de Seychelles. Situado en el nordeste de la isla principal, Mahé, del archipiélago de Seychelles. El distrito tiene una superficie de aproximadamente dos kilómetros cuadrados, quedando entre los distritos más pequeños de país. El censo del año 2002 le atribuye a Mont Fleuri 3.611 habitantes. 
Se pueden encontrar aquí una vegetación abundante, y gracias a su salida al mar, hace que este distrito sea portador de unas de las playas más bellas del país.